# Donkervoort
A Donkervoort a Donkervoort Automobielen BV holland autógyár márkaneve. A cég székhelye Lelystadban található.  A Donkervoort főként az angol Super Seven típuson alapuló könnyű  sportautók kis szériás gyártásával foglalkozik.
1996-ig Ford gyártmányú, azóta Audi gyártmányú motorokat használtak fel.

## Története
Joop Donkervoort 1978-ban alapította vállalkozását Tienhovenben. 1983-ban Nieuw Loosdrechtbe költözött.
Donkervoort eredetileg az alacsony építésű  kétüléses angol Super Seven sportkocsik hollandiai ügynöke volt. Miután azonban a holland hatóságok szigorúbb környezetvédelmi előírásokat vezettek be, így a karosszéria mentén végighúzódó kipufogócső vált elfogadhatatlanná. A vásárlók továbbá kifogásolták a csomagtartó parányi méretét.
Joop Donkervoort elhatározta, hogy segít ezeken a gondokon, és áttervezte az autót, amelyet Super Eight néven hozott forgalomba. S8, majd S8A lett a megjelölése az 1979 szeptemberétől korlátozott példányszámban készített autónak. 1985-ben mintegy 100 példány készült el. Ezek ára igen magas volt: egy-egy példány az NSZK-ban 1985-ben 42 ezer DM-be került. A Donkervoort-modellek igen sok kézzel végzett munkát igényelnek.

## Modelljei
| Modell jele              | Kép                                                                   | Év           | Motor                                                                | Teljesítmény            |
| ------------------------ | --------------------------------------------------------------------- | ------------ | -------------------------------------------------------------------- | ----------------------- |
| S7                       |                                                                       | 1978–1984    | 1.6 L Ford Crossflow OHV                                             | 90 PS (66 kW)           |
| S8                       |                                                                       | 1980–1984    | 2.0 L Ford OHV                                                       | 103 PS (76 kW)          |
| S8A                      |                                                                       | 1985–1993    | 2.0 L Ford OHC                                                       | 117 PS (86 kW)          |
| S8AT                     |                                                                       | 1986–1994    | Turbocharged 2.0 L Ford OHC Turbófeltöltős Garrett T3 intercoolerrel | 170 PS (125 kW)         |
| S8AT                     | Turbocharged 2.2 L Ford OHC Turbófeltöltős Garrett T3, intercoolerrel | 1986–1994    | 190 PS (140 kW)                                                      |                         |
| D10                      |                                                                       | 1988–1989 \| | Turbocharged 2.2 L (2,160 cc) Ford OHC (Garrett T3)                  | 190 PS (140 kW)         |
| D8 Zetec                 |                                                                       | 1993–1998    | 1.8 L 16V Zetec                                                      | 140 PS (103 kW)         |
| D8 Zetec                 | 2.0 L 16V Zetec                                                       | 1993–1998    | 160 PS (118 kW)                                                      |                         |
| D8 Cosworth              |                                                                       | 1994–1998    | Turbocharged 2.0 L DOHC Cosworth YB                                  | 220–280 PS (160–210 kW) |
| D8 Audi (AGU)            |                                                                       | 1999–2002    | Turbocharged 1.8 L 20vT Audi                                         | 150–245 PS (110–180 kW) |
| D8 Audi (E-gas)          |                                                                       | 2003–2012    | Turbocharged 1.8 L 20vT Audi                                         | 150–270 PS (110–200 kW) |
| D8 270 RS                |                                                                       | 2005–2007    | Turbocharged 1.8 L 20vT Audi, drive by wire                          | 270 PS (199 kW)         |
| D8 270                   |                                                                       | 2008–2012    | Turbocharged 1.8 L 20vT Audi, drive by wire                          | 270 PS (199 kW)         |
| D8 GT                    |                                                                       | 2007–2012    | Turbocharged 1.8 L 20vT Audi, drive by wire                          | 270 PS (199 kW)         |
| D8 GTO                   |                                                                       |              | Turbófeltöltős 2, 5 literes TFSI 5-hengeres Audi                     | 250–280 kW (340–380 PS) |
| D8 GTO RS                |                                                                       | 2016–2022    | Turbófeltöltős 2, 5 literes TFSI 5-hengeres Audi                     | 284 kW (386 PS)         |
| D8 GTO JD-70             |                                                                       | 2019         | Turbófeltöltős TFSI 5-hengeres Audi                                  | 305 kW (415 PS)         |
| D8 GTO JD-70 R           |                                                                       | 2020         | Turbófeltöltős TFSI 5-hengeres Audi                                  | 310 kW (420 PS)         |
| D8 GTO Individual Series |                                                                       | 2021–től     | Turbófeltöltős TFSI 5-hengeres Audi                                  | 325 kW (442 PS)         |
| F22                      |                                                                       | 2022–től     | Turbófeltöltős TFSI 5-hengeres Audi                                  | 367 kW (499 PS)         |

## Képgaléria

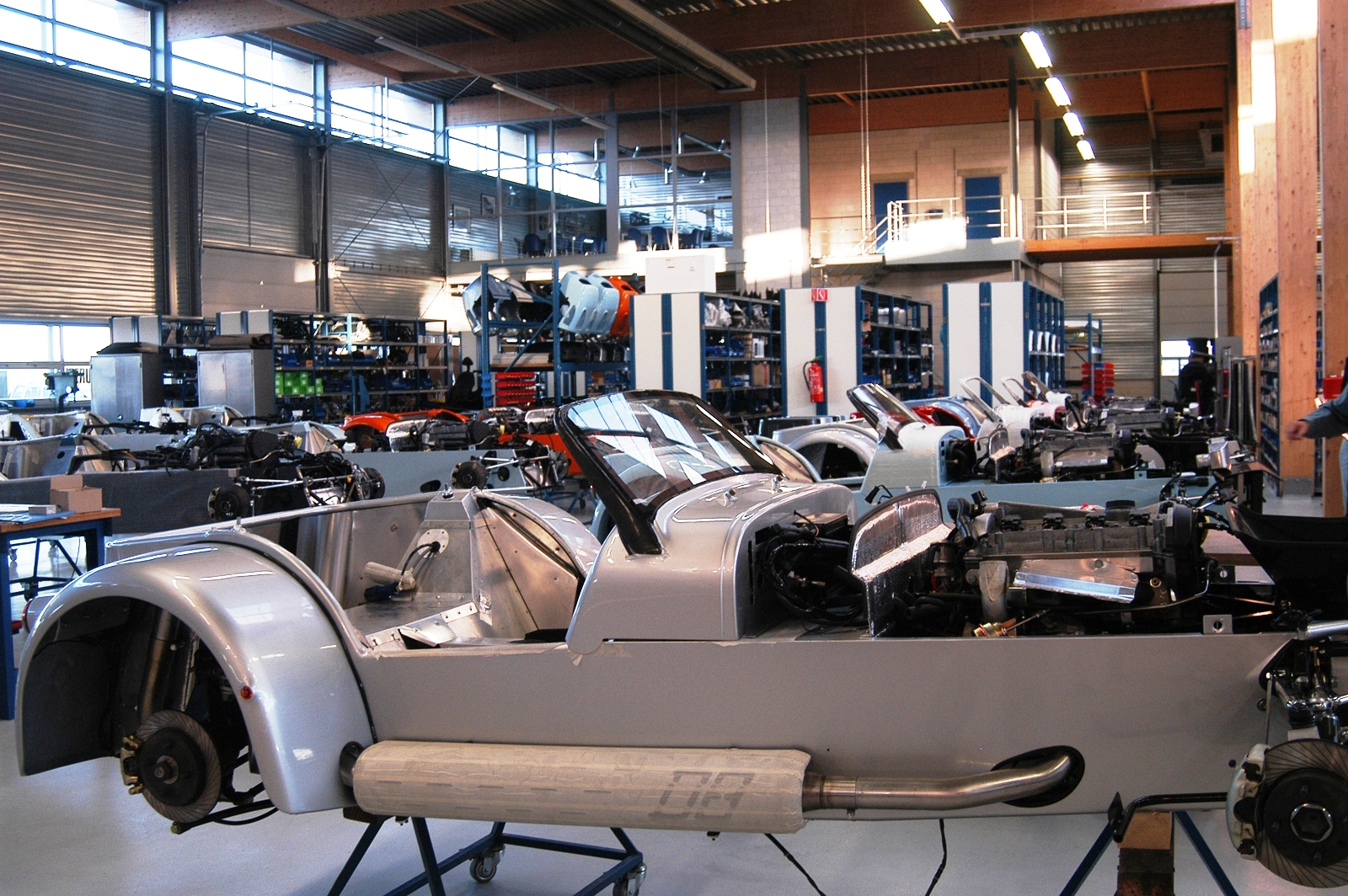
A gyár 2003-ban
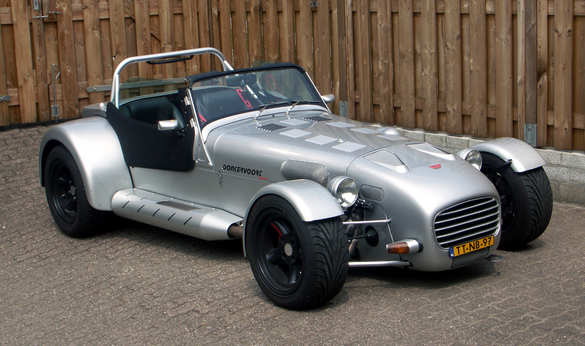
Donkervoort S8